# PowerBook Duo 280c
Le PowerBook Duo 280c reprenait le boîtier et l'écran couleur à matrice active du PowerBook Duo 270c tout en intégrant le même processeur 68LC040 - bien plus puissant que le 68030 du Duo 270c - que le PowerBook Duo 280 lancé en même temps. Ses caractéristiques et son prix (3 700 $ à sa sortie) en faisait le haut de gamme des ordinateurs ultra-portables d'Apple à cette époque.

## Caractéristiques
- processeur : Motorola 68040 24/32 bit cadencé à 33 MHz
- bus système 32 bit à 33 MHz
- mémoire cache : 8 Kio de niveau 1
- mémoire morte : 1 Mio
- mémoire vive : 4 Mio ou 12 Mio (dont 4 Mio soudés à la carte mère extensible à 40 Mio)
- écran LCD 8,4" couleur à matrice active
- résolutions supportées :
  - 640 × 400 en 16 bit
  - 640 × 480 en 8 bit
- disque dur SCSI de 320 Mo
- modem interne en option
- slots d'extension :
  - 1 connecteur mémoire spécifique (Duo) de type DRAM (vitesse minimale : 70 ns)
  - connecteur 152 broches PDS pour le dock
- connectique :
  - 1 port série (Mini Din-8)
- batterie NiMH Type III lui assurant 2 à 4 heures d'autonomie
- dimensions : 3,8 × 27,7 × 21,6 cm
- poids : 2,2 kg
- consommation : 36 W
- systèmes supportés : Système 7.1.1 à Mac OS 8.1